# Театральні прем'єри (2024)
У статті в хронологічному порядку наведено перелік прем'єр українського театру, які припадають на 2024 рік.

## Каталог прем'єр
Перелік прем'єрних вистав наведено за каталогом порталу «Театральна риболовля».

### Січень
- 3 січня —
  - «Ultima Thule» Андрія Бондаренка за мотивами новел Стефана Грабінського (реж. Тимофій Бінюков, Національний академічний драматичний театр імені Лесі Українки, м. Київ)[2]

- 7 січня —
  - «Пекельна спокуса» В’ячеслава Жили, Юрія Звонаря (реж. В'ячеслав Жила, Тернопільський академічний обласний драматичний театр імені Т. Г. Шевченка)[3]

- 12 січня —
  - «Process» за романом «Процес» Франца Кафки (реж. Давид Петросян, Київський академічний драматичний театр на Подолі)[4][5][6][7][8]
  - «Тренди твіттера» Слави Юшкова (реж. Слава Юшков, «Дикий Театр», м. Київ)[9][10]

- 13 січня —
  - «1984» за мотивами однойменного роману Джорджа Орвелла (реж. Влада Бєлозоренко, Національний академічний український драматичний театр імені Марії Заньковецької, м. Львів)[11][12]

- 17 січня —
  - «Скалічені і Сильні» за згадками акторів про війну України з орками 21 століття (реж. Світлана Ємець, Запорізький дитячий театр «СВіЯ»)

- 19 січня —
  - «Хвиля» Тода Штрассера (реж. Юрій Дяк, Національний академічний драматичний театр імені Лесі Українки, м. Київ)
  - «Швейцарія» Джоанни Мюрей-Сміт (реж. Поліна Мєдвєдєва[ru], Київський академічний драматичний театр на Подолі)[13]
  - «Ще та сімейка» за п'єсою Майкла МакКівера (реж. Роман Бутовський, Муніципальний театр сатири, м. Кропивницький)[14]

- 20 січня —
  - «Love Revolution» за оповіданнями авторів Розстріляного відродження (реж. Наталка Сиваненко, Київський академічний театр «Золоті ворота»)[15][16][17][18][19][13]

- 25 січня —
  - «Тартюф» за п'єсою Мольєра (реж. Дмитро Богомазов, Національний академічний драматичний театр імені Івана Франка)[20][21][22]

- - «Я, „Побєда“ і Берлін» за мотивами однойменної повісті Кузьми Скрябіна (реж. Вероніка Літкевич, Національний академічний український драматичний театр імені Марії Заньковецької, м. Львів)[11][23][24][25][26][27]

- 26 січня —
  - «Копай» за поезіями Марини Пономаренко (реж. Олена Вахрамєєва, Тілесно орієнтований театр «Тотеатр», м. Київ)[28][29]

- 27 січня —
  - «Макбет» за однойменною п'єсою Вільяма Шекспіра (реж. Станіслав Садаклієв, Черкаський академічний обласний український музично-драматичний театр імені Т. Г. Шевченка)[30][31]
  - «Наполеон і корсиканка» Іржі Губача (реж. Сергій Павлюк, Івано-Франківський національний академічний драматичний театр імені Івана Франка)

- 28 січня —
  - «Журавлик, який не хотів журитися» за мотивами повісті «Пригоди журавлика» Всеволода Нестайка (реж. Руслана Порицька, Незалежний театр «ГаРмИдЕр», м. Луцьк)[32][33]

- 30 січня —
  - «Д.І.М.» (пост. Ілля Мірошніченко, INSHA Dance Company)[34][35]

### Лютий
- 2 лютого —
  - «Калинова сопілка» за мотивами повісті «Казка про калинову сопілку» Оксани Забужко та віршами Діни Чмуж (реж. Оксана Дмітрієва, Харківський державний академічний театр ляльок імені В. А. Афанасьєва)[36][37]

- 3 лютого —
  - «Ляльковий дім» за п'єсою Генріка Ібсена (реж. Олексій Гладушевський, Український малий драматичний театр, м. Київ)[38][39]

- 4 лютого —
  - «Деякі ґатунки орлів» Домана Новаковського (реж. Андрій Сніцарчук, Перший український театр для дітей та юнацтва)[40][41]

- 10 лютого —
  - «Ісус Христос – superstar» Ендрю Ллойда Веббера (реж. Володимир Подгородинський, Одеський академічний театр музичної комедії імені М. Водяного)[42]
  - «Марко Лукич» за п’єсами Марка Кропивницького (реж. Микола Бабин, Кіровоградський академічний український музично-драматичний театр ім. М. Л. Кропивницького)[43][44]
  - «Про Іванко, Змія та премудру Дуляну» Олександра Драчова (реж. Олександр Драчов, Харківський театр для дітей та юнацтва)[45]

- 11 лютого —
  - «Казка про рудого чорта та козацький рід» Сашка Лірника (реж. Михайло Урицький, Волинський академічний обласний театр ляльок, м. Луцьк)[46][47]
  - «Кайдашева сім'я» за повістю Івана Нечуя-Левицького (реж. Ростислав Держипільський, Івано-Франківський національний академічний драматичний театр імені Івана Франка)[48][49]

- 14 лютого —
  - «Вечеря з диваком» (реж. Олександр Степанцов, Національний академічний драматичний театр імені Лесі Українки, м. Київ)

- 16 лютого —
  - «Боятися немає сенсу» Андрія Іванюка (реж. Андрій Іванюк, ТЕАТР ONE, м. Київ)[50]
  - «Перебіг звичайного божевілля» Петра Зеленки[en] (реж. Євген Курман, Миколаївський академічний художній драматичний театр)[51][52]

- 20 лютого —
  - «Бачили тут їжака?» Яніни Зеленської (реж. Людмила Кулька, Дитячий зразковий театр «Дивосвіт», с. Козова)

- 23 лютого —
  - «Перевізник» Ганни Яблонської (реж. Олександр Самусенко, Одеський академічний український музично-драматичний театр імені Василя Василька)[53][54]

- 24 лютого —
  - «Людина є Людина» Бертольта Брехта (реж. Микита Поляков, Сумський національний академічний театр драми та музичної комедії імені Михайла Щепкіна)[55]
  - «Молочайник» Оксани Гриценко (реж. Євгеній Резніченко, Одеський театр юного глядача ім. Юрія Олеші)[56][57][53][54]
  - «Ріккі-Тіккі-Таві» Марини Смілянець за оповіданням Редьярда Кіплінга (реж. Дмитро Леончик, Чернівецький музично-драматичний театр імені Ольги Кобилянської)

- 25 лютого —
  - «Фальшивка» за п’єсою «Форма речей» Ніла Лабюта (реж. Євген Щербань, Національний академічний драматичний театр імені Лесі Українки, м. Київ)

- 29 лютого —
  - «Клуб самотніх сердець» (реж. Таїса Славінська, Вінницький обласний академічний український музично-драматичний театр імені Миколи Садовського)
  - «Танго» Славомира Мрожека (реж. Олександр Степанцов, Національний академічний драматичний театр імені Лесі Українки, м. Київ)[10]

### Березень
- 1 березня —
  - «Інша» Ніла Лабюта (реж. Тарас Бенюк, Закарпатський академічний обласний український музично-драматичний театр імені братів Юрія-Августина та Євгена Шерегіїв)[58]
  - «Камінний господар» за драматичною поемою Лесі Українки (реж. Ольга Ларіна, Київський академічний театр на Печерську)[59][60]
  - «Смарагдова галявина» Асі Котляр (реж. Галина Коротенко, Народний театр «Тандем» (м. Кам'янець-Подільський)

- 2 березня —
  - «Лицар без коня» Марта Ґушньовської (реж. Єгор Стогодюк, Миколаївський обласний театр ляльок)
  - «Мадам Рубінштейн» Джона Місто (реж. Ігор Матіїв, Дніпровський академічний театр драми і комедії)[61]

- 6 березня —
  - «Жадан. Я буду твоїми очима» за віршами та прозою Сергія Жадана різних періодів творчості (реж. Андріюс Дарела, Національний академічний український драматичний театр імені Марії Заньковецької, м. Львів)[10]

- 8 березня —
  - «Тарас співає» вистава-концерт на слова Тараса Шевченка в різних музичних обробках і жанрах (реж. Катерина Чепура, хормейстр – Валентин Фоменко, Київський академічний театр юного глядача на Липках)[62][63]

- 9 березня —
  - «Вусата зустріч» Катерини Чепури за віршами та уривками поем Тараса Шевченка  (реж. Катерина Чепура, хормейстр – Валентин Фоменко Київський академічний театр юного глядача на Липках)[63]
  - «Перепоvieдаки. Шева forever»Олени Павлухіної (реж. Олена Павлухіна, Запорізький муніципальний театр-лабораторія «Ві» та Запоріжький театр танцю)[64]
  - «Сон. У підсвідомості бунтівника» на основі поеми «Сон» Тараса Шевченка (реж. Ігор Білиць, Сумський національний академічний театр драми та музичної комедії імені Михайла Щепкіна)[65]

- 12 березня —
  - «Венера в хутрі» за романом Леопольда фон Захера-Мазоха (реж. Назарій Панів, Івано-Франківський національний академічний драматичний театр імені Івана Франка)[66]

- 17 березня —
  - «Ветеран» Ореста Огородника (реж. Орест Огородник, «ТАПООК», м. Львів)[67]
  - «Декамерон» за новелами Джованні Боккаччо (реж. Андрій Білоус, Київський національний академічний Молодий театр)

- 20 березня —
  - «Увага! Ведмідь!!!» Якова Горобця (реж. Юлія Петрусєвічюте, Одеський театр юного глядача ім. Юрія Олеші)[68]
  - «Я знов для тебе / Вистава про Ренату Богданську» Наталії Шевченко (реж. Олександр Сергієнко, паперовий театр «Іmagination format Studio»)[69]

- 21 березня —
  - «Вірогідності» Ольги Анненко (реж. Олексій Трішкін, Чернігівський обласний академічний український музично-драматичний театр імені Тараса Шевченка)[70]

- 23 березня —
  - «Дюймовочка a’Paris» Катерини Устинової та Дмитра Драпіковського (реж. Дмитро Драпіковський, Київський академічний театр ляльок)[71]
  - «За зачиненими дверима» Жана-Поля Сартра (реж. Юлія Лобановська, Національний академічний драматичний театр імені Лесі Українки)
  - «Попіл мрій» (реж. Галина Джикаєва, Лютий театр)[72]
  - «Самотній Захід» Мартіна Мак-Дони (реж. Олександр Соколов, Київський академічний театр драми і комедії на лівому березі Дніпра)[73][74][75][10][76][77]

- 27 березня —
  - «Від хреста до Христа» Олександра Короля на основі пісень, танців, фольклорних та церковних текстів, а також цитат з творів Михайла Коцюбинського, Василя Стефаника, Йоганна Вольфганга Ґете та Овідія (реж. Олександр Король, Львівський обласний академічний музично-драматичний театр імені Юрія Дрогобича)[78]
  - «Енеїда» за однойменною поемою Івана Котляревського (реж. Дмитро Некрасов, Хмельницький обласний український музично-драматичний театр імені Михайла Старицького)[79][80][81][82][83]
  - «Катерина» Сергія Павлюка за мотивами однойменної поеми Тараса Шевченка (реж. Сергій Павлюк, Миколаївський академічний художній драматичний театр)[84][85]
  - «Конотопська відьма» за повістю Григорія Квітки-Основ’яненка (реж. Владислав Шевченко, Полтавський академічний обласний український музично-драматичний театр імені Миколи Гоголя)[86][87]

- 29 березня —
  - «Той, що відчиняє двері» Неди Нежданої (реж. Владислав Маціюк, Волинський обласний академічний музично-драматичний театр імені Тараса Шевченка, м. Луцьк)[88]

- 30 березня —
  - «Сімейна вечеря» Жан-П’єра Абу (реж. Михайло Фіщенко, Закарпатський академічний обласний український музично-драматичний театр імені братів Юрія-Августина та Євгена Шерегіїв)[89]

### Квітень
- 1 квітня —
  - «100 тисяч» Катерини Пенькової (реж. Аркадій Непиталюк, Театр Драматургів, м. Київ)[90][91]

- 3 квітня —
  - «Коли цвіте полин» Райнера Бера (реж. Райнер Бер, Львівський академічний театр імені Леся Курбаса)[92]

- 5 квітня —
  - «Надвечір'я з рок-н-ролом» Міхаїла Хейфеца (реж. Тетяна Аркушенко, Київський академічний театр «Колесо»)[93]

- 6 квітня —
  - «Незнайомка» Михайла Коцюбинського (реж. Володимир Кудлінський, Київський академічний драматичний театр на Подолі)[10][94]
  - «Пральня» за однойменною п'єсою Марши Норман (реж. Олександра Кравченко, Національний академічний драматичний театр імені Лесі Українки)

- 7 квітня —
  - «Птахи» Ніни Захоженко за однойменною п'єсою Арістофана (реж. Дмитро Захоженко, Львівський академічний драматичний театр імені Лесі Українки)[95]

- 12 квітня —
  - «Ромео і Джульєтта» за однойменною п'єсою Вільяма Шекспіра (реж. Сергій Чулков, Академічний музично-драматичний театр імені Лесі Українки міста Кам'янського)[96]

- 13 квітня —
  - «Історії без зефірок» Інґи Кейван (реж. Іван Данілін, «Психологічний театр імпровізації», Чернівці)[97]

- 19 квітня —
  - «Безталанна» за однойменною п'єсою Івана Карпенка-Карого (реж. Наталія Тімошкіна, Житомирський театр імені Івана Кочерги)[98]
  - «Брехня» за однойменною п'єсою Володимира Винниченка (реж. Денис Григорук, Одеський обласний театр ляльок)[99]
  - «Друзі» балет Раду Поклітару на музику Петеріса Васкса (реж. Раду Поклітару, Київ Модерн-балет)[100][101]
  - «Чикаго» мюзикл на лібрето Фреда Ебба та Боба Фосса й музику Джона Кандера (реж. Богдан Струтинський, Київський національний академічний театр оперети)[102][103][104][105][106][107]

- 20 квітня —
  - «Казки на поді» Марини Богомаз (реж. Марина Богомаз, Чернівецький музично-драматичний театр імені Ольги Кобилянської)[108]

- 21 квітня —
  - «Обережно, Незнайомець!» Лани Ра (реж. Катерина Лавринець, Волинський академічний обласний театр ляльок)[109]

- 23 квітня —
  - «Ти [Романтика]» мюзикл Олександра Хоменка про письменників «Розстріляного відродження» (реж. Олександр Хоменко, проєкт «МУР», м. Київ)[110]

- 24 квітня —
  - «Марія Стюарт» за п'єсою Фрідріха Шиллера (реж. Іван Уривський, Національний академічний драматичний театр імені Івана Франка)[111][10][112][113][114][115][116]

- 25 квітня —
  - «Атомна русалка» Андрія Бондаренка (реж. Яна Титаренко, Львівський обласний театр ляльок)[117][118]

- 27 квітня —
  - «Отелло» за однойменною п'єсою Вільяма Шекспіра (реж. Давид Петросян, Національний академічний драматичний театр імені Лесі Українки)[119][120][121][122]
  - «Хлопчик із скрипкою в грудях» Станіслава Лозовського за книгами «Монолог перед обличчям сина», «У царстві вертухаїв» та «Елегії для сина» Михайла Івасюка (реж. Станіслав Лозовський, Рівненський академічний обласний театр ляльок)[123][124]

### Травень
- 3 травня —
  - «Тускульські бесіди» Річарда Нельсона (реж. Річард Нельсон, Київський академічний драматичний театр на Подолі)[125][126][127][29]

- 8 травня —
  - «Камінь» Маріуса фон Майєнбурга[en] (реж. Євгеній Резніченко, Одеський академічний український музично-драматичний театр імені Василя Василька)[128][129]

- 9 травня —
  - «Зілля» за мотивами повісті «У неділю рано зілля копала» Ольги Кобилянської (реж. Олександра Меркулова, Київський національний академічний Молодий театр)
  - «Пес» за вибраними автобіографічними оповіданнями Олега Сенцова зі збірки «Жизня» (реж. Вадим Сікорський, Перший український театр для дітей та юнацтва)[130]

- 10 травня —
  - «Gaia-24» Роман Григорів та Ілля Разумейко (реж. ???, Opera aperta)[131]
  - «Зоряний хлопчик» за казкою «Хлопчик-зірка» Оскара Вайлда (реж. Ольга Оноприюк, Київський академічний театр юного глядача на Липках)[132]
  - «Полин моя солодка» Володимира Джури (реж. Володимир Джура, Харківський академічний драматичний театр)

- 11 травня —
  - «В Португалії зараз тепло» Олександра Володарського[ru] (реж. Ірина Кліщевська, Київський академічний театр «Колесо»)[133]
  - «Повернення» за п'єсою «Гостина старої дами» Фрідріха Дюрренматта (реж. Дмитро Весельський, Рівненський обласний академічний український музично-драматичний театр)[134][135]
  - «Червона рута» Наталки Ворожбит (реж. Максим Голенко, Національний академічний український драматичний театр імені Марії Заньковецької, м. Львів)[11][136][137]

- 16 травня —
  - «Зачарована Десна» за однойменною повістю Олександр Довженка (реж. Владислав Писарев, Перший український театр для дітей та юнацтва)[138]

- 18 травня —
  - «Сумнів» Джона Патріка Шенлі (реж. Юрій Кулініч, Український малий драматичний театр)[139][140]

- 19 травня —
  - «Обережно, незнайомець!» Лани Ра (реж. Марія Власова, Кам'янський театр ляльок, м. Кам'янське)[141]

- 25 травня —
  - «Бентежно-геніальне безумство» Оксани Тунік-Фриз (реж. Оксана Тунік-Фриз, Єдиний мистецький простір, м. Чернігів)[142]
  - «Мина Мазайло» за однойменною п'єсою Миколи Куліша (реж. Артем Вусик, Харківський державний академічний театр ляльок імені В. А. Афанасьєва та Театр «Нєфть»)[143][144]
  - «Поет із позивним "Далі" Максим Кривцов» (реж. Максим Кондратов, «Мотлох», м. Запоріжжя)[145]

- 28 травня —
  - «Intermezzo» за новелами Михайла Коцюбинського (реж. Вероніка Літкевич, Національний академічний драматичний театр імені Івана Франка)[146][147][29]

- 29 травня —
  - «Гамлет» за п'єсою «Гамлєт, або Феномен датського кацапізму» Леся Подерв'янського (реж. Олена Хижна, Незалежний проєкт, Київ)[148]

- 31 травня —
  - «Місце для дракона» Валерії Романко за однойменною повістю Юрія Винничука (реж. Валерія Романко, Одеський академічний український музично-драматичний театр імені Василя Василька)[149]
  - «Украдене щастя» за однойменною п'єсою Івана Франка (реж. Тетяна Авраменко, Київський академічний театр ляльок)[150]

### Червень
- 1 червня —
  - «Величне століття. Веселе» Сергія Кулибишева (реж. Олексій Гладушевський, Київський академічний театр «Золоті ворота»)[151][152][153][154][155][156][157][39]
  - «Останній консул» Богдана Гнатюка (реж. Наталя Шаркевич, Незалежний проєкт, Київ)[158]

- 7 червня —
  - «Молочайник» Оксани Гриценко (реж. Ігор Матіїв, Київський академічний драматичний театр на Подолі)[29]
  - «Монро» Олексія Гнатюка (реж. Олексій Гнатюк, «Перший План»)[159]

- 8 червня —
  - «Ти мене чуєш...?» Анни Галас (реж. Альона Аль Юсеф, Театр Драматургів, м. Київ)[160]

- 9 червня —
  - «Легенди Києва» Катерини Пенькової (реж. Наталія Сиваненко, Київський академічний театр драми і комедії на лівому березі Дніпра)[161][162][163][164]
  - «Червона Нитка» Юлії Свєтлової (реж. Юлія Свєтлова, «КолоСвітла», Вінниця)[165]

- 13 червня —
  - «Учта на Хуторі Надія» гастро-перформанс Миколи Бабина (реж. Микола Бабин, Кіровоградський академічний український музично-драматичний театр ім. М.Л. Кропивницького на Хуторі Надія)[166]

- 14 червня —
  - «Оркестр» Жана Ануя (реж. Роман Козак, Сумський національний академічний театр драми та музичної комедії імені Михайла Щепкіна)[167]

- 15 червня —
  - «Дочки» за п'єсою «Молочайник» Оксани Гриценко (реж. Ольга Турутя, Львівський академічний драматичний театр імені Лесі Українки)[168]
  - «Щоденник Президента» Анатолія Філіппова за історичною драмою «Судний час» Івана Козака (реж. Анатолій Філіппов, Закарпатський академічний обласний український музично-драматичний театр імені братів Юрія-Августина та Євгена Шерегіїв, мала сцена, м. Ужгород)[169]

- 19 червня —
  - «Анархіст» Даріо Фо (реж. Тарас Криворученко, Київський національний академічний Молодий театр)

- 20 червня —
  - «На Русалчин Великдень» опера Миколи Леонтовича за казкою Бориса Грінченка (реж. Іван Уривський, Київський національний академічний театр оперети)[170][171][172][173]

- 21 червня —
  - «Перевізник» Ніни Захоженко (реж. Сергій Павлюк, Херсонський обласний академічний музично-драматичний театр імені Миколи Куліша та Миколаївський академічний художній драматичний театр)[174][175]

- 22 червня —
  - «Елегія воєнного часу» балет на 1 дію Олексія Ратманського на музику Валентина Сильвестрова та сільську музику 30-х років (пост. Олексій Ратманський, Національний академічний театр опери та балету України імені Тараса Шевченка)[176]
  - «Мій сусід динозавр» Давіда Дорунца (реж. Марина Замчевська, Одеський обласний театр ляльок)[177]
  - «Перед волею» Антона Литвинова за мотивами п'єси Марка Кропивницького (реж. Євген Лавренчук, Кіровоградський академічний український музично-драматичний театр ім. М.Л. Кропивницького)[178][179][180][181][182][183][184]
  - «Рятівник квіткової галявини» Володимира Радька за мотивами словацької народної казки (реж. Володимир Радько, Черкаський академічний театр ляльок)[185]
  - «Сеанс. 13» Ольги Узун (реж. Ольга Узун, Національний академічний драматичний театр імені Лесі Українки, м. Київ)

- 28 червня —
  - «Прірва… або на добраніч кретини» за мотивами роману «Ловець у житі» Джерома Девіда Селінджера (реж. Максим Михайліченко, Київський академічний театр юного глядача на Липках)[186]

- 29 червня —
  - «Ніч у Венеції» оперета[en] Йоганна Штрауса (реж. Володимир Подгородинський, Одеський академічний театр музичної комедії імені М. Водяного)[187]

- 30 червня —
  - «Оскар, або Скажена авантюра» Клода Маньє (реж. Дмитро Гусаков, Хмельницький обласний український музично-драматичний театр імені Михайла Старицького)[188]

### Липень
- 5 липня —
  - «Блискуча ідея» Себастьєна Кастро[fr] (реж. Максим Нікітін, Національний академічний драматичний театр імені Лесі Українки)[189][190]
  - «Венера в хутрі» Девіда Айвза за мотивами однойменного роману Леопольда фон Захер-Мазоха (реж. Віталій Семенцов, Закарпатський академічний обласний український музично-драматичний театр імені братів Юрія-Августина та Євгена Шерегіїв)[191][192]
  - «Дон Кіхот. Премудрий гідальго з Ламанчі» за мотивами однойменного роману Мігеля де Сервантеса (реж. Віктор Єрмоленко, Харківський академічний драматичний театр)

- 9 липня —
  - «Палаючи у пітьмі» за п'єсою Антоніо Буеро Вальєхо (реж. Олексій Лісовець, Національний академічний драматичний театр імені Лесі Українки)[193]

- 13 липня —
  - «Суєта, або Позапланова експедиція в Слобожанську Швейцарію» Володимира Давиденка за Майком Йогансеном (реж. Володимир Давиденко, Харківський академічний драматичний театр)
  - «Тартюф» за однойменною п'єсою Мольєра (реж. Оскарас Коршуновас (Литва), Національний академічний український драматичний театр імені Марії Заньковецької)[194][195][196][197]

- 28 липня —
  - «No One in front of the Mirror / І перед дзеркалом нікого» Костянтина Блюза (реж. Марічка Власова, Незалежний проєкт, Одеса)[198]

### Серпень
- 7 серпня —
  - «Ненароджені для війни» документальна моновистава Євгена Авдєєнка (реж. Анатолій Нєйолов, 3-тя окрема штурмова бригада)[199][200][201]

- 20 серпня —
  - «Молочайник» Оксани Гриценко (реж. Андрій Бакіров, Чернігівський обласний академічний український музично-драматичний театр імені Тараса Шевченка)[202]

- 23 серпня —
  - «Бо я і є Україна» Артема Свистуна та Людмили Оспадової (реж. Артем Свистун, Миколаївський академічний художній драматичний театр)[203][204][205]
  - «Кайдаші» Ігоря Білиця за повістю «Кайдашева сім'я» Івана Нечуя-Левицького (реж. Ігор Білиць, Національний академічний український драматичний театр імені Марії Заньковецької)[206]
  - «Украдене щастя» Дмитра Некрасова за однойменною п'єсою Івана Франка (реж. Дмитро Некрасов, Сумський національний академічний театр драми та музичної комедії імені Михайла Щепкіна)[207][208]
  - «Я повернусь» Оксани Гриценко (реж. Ганна Турло, Київський академічний театр «Золоті ворота»)[209][210][211][212][213][214]

- 24 серпня —
  - «Віднесені вітром» Людмили Тимошенко (реж. Ігор Матієв, Донецький академічний обласний драматичний театр)[215]

### Вересень
- 1 вересня —
  - «Чао какао – привіт чистий світ» (реж. Олена Ткачук, Рівненський академічний обласний театр ляльок)[216][217]

- 7 вересня —
  - «Весілля Фігаро» опера Вольфганга Амадея Моцарта на лібрето Лоренцо да Понте за п'єсою П'єра Бомарше «Божевільний день, або Одруження Фігаро» (реж. Віталій Пальчиков, Київська опера)[218][219][220]
  - «ОʼКей, Мойшо!» Якова Цегляра за Шолом-Алейхемом (реж. М. Рижова, Мистецько-концертний центр ім. Івана Козловського)

- 8 вересня —
  - «За двома зайцями» за п'єсою Михайла Старицького (реж. Катерина Чепура, Київський академічний театр «Актор»)[221]

- 12 вересня —
  - «Зимова казка» за однойменною п'єсою Вільяма Шекспіра (реж. Роман Братковський, Івано-Франківський академічний обласний театр ляльок імені Марійки Підгірянки)[222][223][224]

- 13 вересня —
  - «Урок Фауста» Євгена Баля за «Фаустом» Йоганна Вольфганга фон Гете (реж. Євген Баль, Театральний простір «ТЕО», м. Одеса)[225]
  - «Шановані безумці» за мотивами п'єси «Божевільне шабо» Жана Жироду (реж. Сергій Маслобойщиков, Київський академічний драматичний театр на Подолі)[226][227][228]

- 14 вересня —
  - «Острів скарбів» Брайоні Лавері за романом Роберта Луїса Стівенсона (реж. Ольга Гаврилюк, Національний академічний драматичний театр імені Лесі Українки)[227][229][230]
  - «Отелло» за однойменною п'єсою Вільяма Шекспіра (реж. Оксана Дмітрієва, Київський академічний театр драми і комедії на лівому березі Дніпра)[231][232][233][234]

- 15 вересня —
  - «І.Т.С.» Марка Камолетті (реж. Лариса Курманова, Хмельницький обласний український музично-драматичний театр імені Михайла Старицького)
  - «Андрей» Валерія Герасимчука (реж. Федір Стригун, Тернопільський академічний обласний драматичний театр імені Т. Г. Шевченка)[235][236]
  - «Коли ще звірі говорили» Іван Франко (реж. Володимир Завальнюк, Закарпатський обласний театр драми та комедії, м. Хуст)
  - «Мрія» за мотивами книги «Абрикоси зацвітають уночі» Ольги Русіної (реж. Петро Авраменко, ГО «Цілком природно», Житомир)[237][238][239]

- 17 вересня —
  - «Комедія помилок» за однойменною п'єсою Вільяма Шекспіра (реж. Андрій Білоус, Київський національний академічний Молодий театр) (виставу створено для Шекспірівського фестивалю, перший показ відбувся 22 серпня 2024 року у Вероні)

- 20 вересня —
  - «…І всі-всі-всі» (Maidanstory) Євгена Лавренчука за ескізами п’єси «І всі, всі, всі про Майдан» Олександра Ірванця із використанням хорової кантати «Майдан 2014» Валентина Сильвестрова (реж. Євген Лавренчук, Міжнародний фестиваль класичної музики KharkivMusicFest, м. Харків)[240][241][242]
  - «На перші гулі» Степана Васильченка (реж. Артур Прокоп'єв, Київський академічний обласний музично-драматичний театр імені П. К. Саксаганського, м. Біла Церква)[243]

- 21 вересня —
  - «Соло для ударних» за мотивами п'єси «Соло для годинника з передзвоном» Освальда Заградника (реж. Валентин Козьменко-Делінде, Національний академічний драматичний театр імені Лесі Українки)
  - «Чарлі і шоколадна фабрика» за однойменним романом Роальда Дала (реж. Наталія Сиваненко, Національний академічний український драматичний театр імені Марії Заньковецької)[244]

- 23 вересня —
  - «Дочки-матері» за п'єсою «Ти ніколи не каталась на верблюді» Альдо Ніколаї (реж. Анастасія Леміш, Дніпровський театрально-художній коледж)[245]

- 26 вересня —
  - «Останній кат» Євгена Карнауха за Мартіном Мак-Доною (реж. Євген Карнаух, Вінницький обласний академічний український музично-драматичний театр імені Миколи Садовського)[246]

- 27 вересня —
  - «Віно» Наталії Ігнатьєвої (реж. Роман Бутовський, Муніципальний театр сатири, м. Кропивницький)[247]

- 28 вересня —
  - «Гра в правду» Філіппа Лелюша[fr] (реж. Маргарита Савенко, Закарпатський академічний обласний український музично-драматичний театр імені братів Юрія-Августина та Євгена Шерегіїв)
  - «Труфальдино із Бергамо» за Карлом Ґольдоні на музику Івана Небесного (реж. В'ячеслав Жила, Тернопільський академічний обласний драматичний театр імені Т. Г. Шевченка)[248]

### Жовтень
- 4 жовтня —
  - «Копи проти равликів» Ніни Захоженко (реж. Роб Фельдман, Київський академічний театр драми і комедії на лівому березі Дніпра)[231]

- 5 жовтня —
  - «Король Лір» за однойменною п'єсою Вільяма Шекспіра (реж. Сергій Павлюк, Полтавський академічний обласний український музично-драматичний театр імені Миколи Гоголя)[249][250]

- 6 жовтня —
  - «Ці руки нічого не крали» (реж. Фредерік Молунд (Норвегія), «Особистості», м. Київ)[251]

- 12 жовтня —
  - «Король Артур: у пошуках героя» Андрія Бондаренка за текстами Джона Драйдена на барокову музику Генрі Перселла (реж. Олена Савчук, Open Opera Ukraine)[252]
  - «Коти волонтери &Со» за п'єсою «Два скетчі про війну» Юліти Ран (реж. Юрій Чайка, Хмельницький академічний обласний театр ляльок)[253]

- 16 жовтня —
  - «Слуга двох панів» Карло Ґольдоні (реж. Давид Петросян, Національний академічний драматичний театр імені Івана Франка)[227][254][255]

- 18 жовтня —
  - «Емігранти» Славомира Мрожека (реж. Тетяна Бовшик, Театр Сатири, м. Кропивницький)[256]
  - «Лебедине озеро. Зона» Івана Орленка за мотивами сценарію Сергія Параджанова та Юрія Іллєнка (реж. Іван Орленко, Одеський академічний український музично-драматичний театр імені Василя Василька)
  - «Трубадур» опера Джузеппе Верді (реж. Віталій Пальчиков, Національний академічний театр опери та балету України імені Тараса Шевченка)[257][258]

- 19 жовтня —
  - «Ex-comedy літньої ночі, або Який дурний весь рід людський» Вуді Аллена (реж. Степан Пасічник, Чернівецький музично-драматичний театр імені Ольги Кобилянської)[259]
  - «Ha*l*t» Тамари Трунової за реальними подіями та трагедією Шекспіра (реж. Тамара Трунова, Київський академічний театр драми і комедії на лівому березі Дніпра) (українська прем'єра. Першопоказ відбувся 8 березні 2023 року на фестивалі «RADAR OST» у Берліні)[231][260][261][262][263]
  - «Небезпечні зв'язки» за романом П'єр де Лакло (реж. Андрій Білоус, Київський національний академічний Молодий театр)[264]
  - «Пілот і маленький принц» (реж. Юрій Паскар, Рівненський академічний обласний театр ляльок)[216][265][266]
  - «Плейлист подорожнього 2013 [...] 2024» Анастасії Косодій (реж. Анастасія Косодій, Львівський академічний драматичний театр імені Лесі Українки)[267]
  - «Шлюб» Вітольда Ґомбровича (реж. Руслана Порицька, Незалежний театр «ГаРмИдЕр», м. Луцьк)

- 22 жовтня —
  - «Весілля в Малинівці» оперета Леоніда Юхвіда на музику Олексія Рябова (реж. Оксана Петровська, Дніпровський академічний український музично-драматичний театр імені Тараса Шевченка)[268]

- 25 жовтня —
  - «Драконячі пісні» на музику Максима Коломійця (реж. Жанна Чепела, Харківський національний академічний театр опери та балету імені Миколи Лисенка)[269]

- 27 жовтня —
  - «Мина Мазайло» за однойменною п'єсою Миколи Куліша (реж. Ігор Матієв, Донецький академічний обласний драматичний театр)[270][271]

- 31 жовтня —
  - «Косметика ворога» Амелі Нотомб (реж. Богдана Ревкевич, Донецький академічний обласний драматичний театр)[272]

### Листопад
- 1 листопада —
  - «Коцюбинський. З глибини» (реж. Станіслав Іванов, Київський національний академічний театр оперети)
  - «Сон літньої ночі» за однойменною п'єсою Вільяма Шекспіра (реж. Євгеній Резніченко, Миколаївський національний академічний український театр драми і музичної комедії)[273]

- 2 листопада —
  - «Все буде добре» Наталії Уварової (реж. Лариса Діденко, Перший український театр для дітей та юнацтва)[274]
  - «Стефаник. Новели» за Василем Стефаником (реж. Євген Храмцов, Національний академічний драматичний театр імені Лесі Українки, м. Київ)[275]

- 3 листопада —
  - «За двома зайцями» (реж. Ольга Оноприюк, «Особистості», м. Київ)[276]

- 8 листопада —
  - «Так звана людяність у божевіллі» Станіслав Ігнацій Віткевич (реж. Кшиштофом Ґарбачевським, Івано-Франківський національний академічний драматичний театр імені Івана Франка)[277]
  - «Чарівник країни Оз» мюзикл Андрія Маслакова за сюжетом «Дивовижний чарівник країни Оз» Френка Баума (реж. Андрій Маслаков, Черкаський академічний обласний український музично-драматичний театр імені Т. Г. Шевченка)[278]

- 10 листопада —
  - «Джазова абетка» В’ячеслава та Тимура Полянських (реж. Дмитро Тодорюк, Київська опера)[279]

- 11 листопада —
  - «Шевченко 2.0» Дмитра Тернового (реж. Олександр Ковшун, Харківський академічний український драматичний театр імені Тараса Шевченка)[280]

- 12 листопада —
  - «Прометей» за трагедією «Прометей закутий» Есхіла (реж. Йокубас Бразіс (Литва), Національний академічний драматичний театр імені Івана Франка)[231]

- 14 листопада —
  - «Тіні» за п’єсою «Тіні тирана» Артема Афяна (реж. Вероніка Літкевич, «Дикий Театр», м. Київ)[227][281]

- 17 листопада —
  - «Мавра» за мотивами повісті «У неділю рано зілля копала» Ольги Кобилянської (реж. Влад Сорокін, Львівський обласний академічний музично-драматичний театр імені Юрія Дрогобича)[282]

- 21 листопада —
  - «Урок журналістики без лицемірства» Раду Гілаша за мотивами Матея Вішнєка (реж. Раду Гілаш (Румунія), Львівський обласний академічний музично-драматичний театр імені Юрія Дрогобича)

- 22 листопада —
  - «Мій друг, чорний ельф» Андрія Бондаренка (реж. Денис Федєшов, Львівський академічний драматичний театр імені Лесі Українки)[283]

- 24 листопада —
  - «90-ті FM» Андрія Бондаренка (реж. Марічка Власова, Дім актора, м. Запоріжжя)[284]
  - «Як кохався Дон Перлімплін з Белісою в саду» Федеріко Гарсія Лорки (реж. Валентин Гура, Волинський академічний обласний театр ляльок, м. Луцьк)[285][286]

- 27 листопада —
  - «Птах на горищі» Олега Михайлова (реж. Ігор Білиць, Національний академічний український драматичний театр імені Марії Заньковецької, м. Львів)[287]

- 29 листопада —
  - «Молочайник» Оксани Гриценко (реж. Сергій Павлюк,  Незалежне Творче об'єднання «Кропива», м. Кропивницький)[288][289][290][291]
  - «Найкращий день та інші неприємності» Марини Смілянець (реж. Віталій Кіно, Театр на Михайлівській, м. Київ)[292]

- 30 листопада —
  - «Аліса в Задзеркаллі» балет на дві дії – авторське переосмислення казки Льюїса Керрола (реж. Катерина Курман, Київ Модерн-балет)[293][294][295]
  - «У полоні привидів» Богдана Гнатюка (реж. Богдан Гнатюк, «Cult», м. Київ)[296]

### Грудень
- 12 грудня —
  - «Час для снігу» Лесі Кічури (реж. Яна Титаренко, Львівський обласний театр ляльок)[297][298]

- 13 грудня —
  - «Шафранова троянда» за мотивами п'єси «Собака на сіні» Лопе де Вега (реж. Ігнасіо Гарсіа (Іспанія), Київський національний академічний театр оперети)

- 14 грудня —
  - «Військова мама» Аліни Сарнацької (реж. Олександр Ткачук, Театр Ветеранів)[299]

- 15 грудня —
  - «Tabula Rasa / Чиста дошка» Людмили Скрипки за твором Івана Миколайчука (реж. Людмила Скрипка, Коломийський академічний обласний український драматичний театр імені Івана Озаркевича)[300]

- 19 грудня —
  - «Пітер Пен» Якова Горобця за мотивами твору Метью Баррі Джеймса (реж. Юлія Петрусевічютє, Одеський театр юного глядача ім. Юрія Олеші)[301]

- 20 грудня —
  - «Ковзанка» Лаури Сінтії Черняускайте (реж. Дмитро Леончик, Київський академічний театр «Золоті ворота»)[302][303][304]
  - «Різдвяна історія Скруджа» за мотивами повісті «Різдвяна пісня в прозі, або Різдвяне оповідання з привидами» Чарлза Дікенса (реж. Олександр Самусенко, Одеський академічний український музично-драматичний театр імені Василя Василька)[305][306][307]

- 21 грудня —
  - «Поромник» за п'єсою Джеза Баттерворта (реж. Кирило Кашліков, Національний академічний драматичний театр імені Лесі Українки)[308][309][310][311][312][313][314][315]

- 22 грудня —
  - «Просто@Сільвія» Альберта Рамсдела Генрі-молодшого (реж. Світлана Луполчук, Театр Квітки (м. Харків))[316]
  - «Тітонька на мільйон» Робера Ламуре (реж. Дарія Назаренко, Київський національний академічний Молодий театр)

- 25 грудня —
  - «Лускунчик Гофмана» за мотивами казки «Лускунчик і Мишачий король» Ернста Теодора Амадея Гофмана на музика Івана Небесного (пост. Артем Шошин, Київська опера)[317][318][319][320]

- 27 грудня —
  - «Мина Мазайло» за однойменною п'єсою Миколи Куліша (реж. Віталій Гавура, Національний академічний драматичний театр імені Лесі Українки)[321]

- 29 грудня —
  - «Розплітання» Олександра Сітухо (реж. Борис Філімонов, «DRAMAN Theatres Trust»)[322]

- 30 грудня —
  - «Київська перепічка» Наталки Ворожбит (реж. Ірма Вітовська-Ванца, Незалежний проєкт)[323][324][325]

### Без дати
- (???) «Вічні зорі любові» (реж. Олександр Денисенко, Київський академічний драматичний театр на Подолі) (вистава до дня народження Тараса Шевченка) (анонсувалася на 23 березня 2024)
- (???) «Король Лір» за однойменною п'єсою Вільяма Шекспіра (реж. Давид Петросян, Національний академічний драматичний театр імені Івана Франка)[326]
- (???) «Місто…» Олексія Доричевського за текстом «Місто, в якому не ходять гроші» Кузьми Скрябіна (реж. Олексій Доричевський, «Дикий Театр», м. Київ) — читка 8 лютого 2024[327]
- (???) «Я бачу, вас цікавить пітьма» Олексія Доричевського за однойменним романом Ілларіона Павлюка (реж. Максим Голенко, Національний академічний український драматичний театр імені Марії Заньковецької)[328]